# Considia trimaculata
Considia trimaculata är en insektsart som beskrevs av Schmidt 1909. Considia trimaculata ingår i släktet Considia och familjen spottstritar. Inga underarter finns listade i Catalogue of Life.